# Nicholas of Roxburgh
Nicholas of Roxburgh († 1171) war ein schottischer Geistlicher und Minister. Von 1159 bis 1165 diente er als königlicher Chamberlain, dann bis 1171 als königlicher Kanzler.

## Herkunft und Aufstieg zum Chamberlain
Nicholas entstammte einer Familie, von der mehrere Mitglieder im Dienst von König David I. standen. Sein Bruder Adam diente als königlicher Kaplan. Nicholas selbst wurde ebenfalls Kleriker und trat vor 1159 als Schreiber in den Dienst von David I. Der König belohnte ihn mit Landbesitz. Dazu soll er als Almosenier des Königs gedient haben, so dass er auch mit den königlichen Finanzen vertraut war. 1159 ernannte ihn König Malcolm IV. zum Chamberlain und zum Leiter einer Gesandtschaft, die mit Bischof William von Moray zur päpstlichen Kurie reiste. Die Gesandtschaft traf Papst Alexander III. in Anagni. Zurück in Schottland, bezeugte Nicholas als Chamberlain 27 Urkunden von Malcolm IV.

## Tätigkeit als Kanzler von König Wilhelm I.
1165 ernannte Malcolm IV. Nicholas zum königlichen Kanzler. Nach dem Tod des Königs im Dezember 1165 beließ dessen Bruder und Nachfolger König Wilhelm I. Nicholas im Amt. Ob das Amt des Chamberlains, nachdem Nicholas Kanzler geworden war, sofort wiederbesetzt wurde, ist ungeklärt. Als Kanzler verwahrte Nicholas das königliche Siegel und war verantwortlich für die Ausstellung von königlichen Urkunden, dazu zählte er zu den wichtigsten Beratern der Könige. Die von ihm ausgestellten Urkunden waren vergleichsweise einfach gestaltet. Die Urkunden enthielten noch keinen Hinweis auf das vom König wenige Jahre später beanspruchte Gottesgnadentum. Anders als sein Vorgänger als Kanzler, Ingram oder als sein Nachfolger Walter de Bidun wurde Nicholas nicht mit einträglichen geistlichen Pfründen belohnt. Er starb 1171.